# Краусс Фрідріх Кіндратович
Фрідріх Кіндра́тович Кра́усс (1863, Київ — 1930, Київ) — київський банкір, Австро-Угорський консул в Києві (1911—1914).

## Життєпис
Народився у 1863 році в Києві. У 1911—1914 рр. — був Австро-угорським консулом в Києві. У 1930 році помер, похований на Лук'янівському цвинтарі.

## Сім'я
- Батько — Кіндрат Іоганович (Іванович) Краусс[2] народився у місті Крейденц (герцогство Саксен-Кобург), за фахом був корзинником. Прибув до Києва у 1843 році, у віці 30 років. Отримав вид на проживання, а у 1848 році — російське підданство. Був зарахований до васильківських міщан, але залишився у Києві, де спочатку служив прикажчиком у винному підвалі, а пізніше відкрив невеликий готель.
- Мати — Христина Ман, донька вюртенберзького підданого.
- Сестра — Анна-Катерина,
- Брати — Карл-Людвіг, архітектор Андрій-Фердинанд[3], банкір Микола[4], банкір Мартін (1880—1922).